# Relations entre la Chine et la Syrie
Les relations entre la Chine et la Syrie sont les relations internationales entre la république populaire de Chine et la Syrie. La Chine a reconnu l'indépendance de la Syrie dès l'indépendance de cette dernière, en 1946. Les relations diplomatiques entre les deux pays ont été établies en 1956. La Chine dispose d'une ambassade à Damas, et la Syrie d'une ambassade à Pékin.

## Histoire
Durant la guerre civile syrienne, la Chine défend le régime de Bachar el-Assad et s’aligne sur les positions de la Russie.
En septembre 2023, Bachar el-Assad qui ne quitte que très rarement la Syrie, effectue une visite diplomatique en Chine. Le but de cette visite est, du côté syrien, de montrer que le pays est réhabilité à l’étranger, du côté chinois, de participer à la reconstruction de la Syrie. Néanmoins, la Chine a un intérêt limité pour la Syrie, qui ne se situe pas sur des routes maritimes.
À la suite du renversement du régime Assad en décembre 2024, le régime islamiste qui lui succède décide d'intégrer des combattants Ouïgours dans les plus hautes fonctions de son état-major, ce qui refroidit les relations diplomatiques sino-syriennes.